# Tony Kanaan
Pour les articles homonymes, voir Kanaan.
Antoine Rizkallah Kanaan Filho dit Tony Kanaan (né le 31 décembre 1974 à Salvador, Brésil) est un pilote automobile brésilien d'origine libanaise[réf. nécessaire]. Il dispute depuis 2003 le championnat IndyCar Series, qu'il a remporté en 2004.

## Biographie

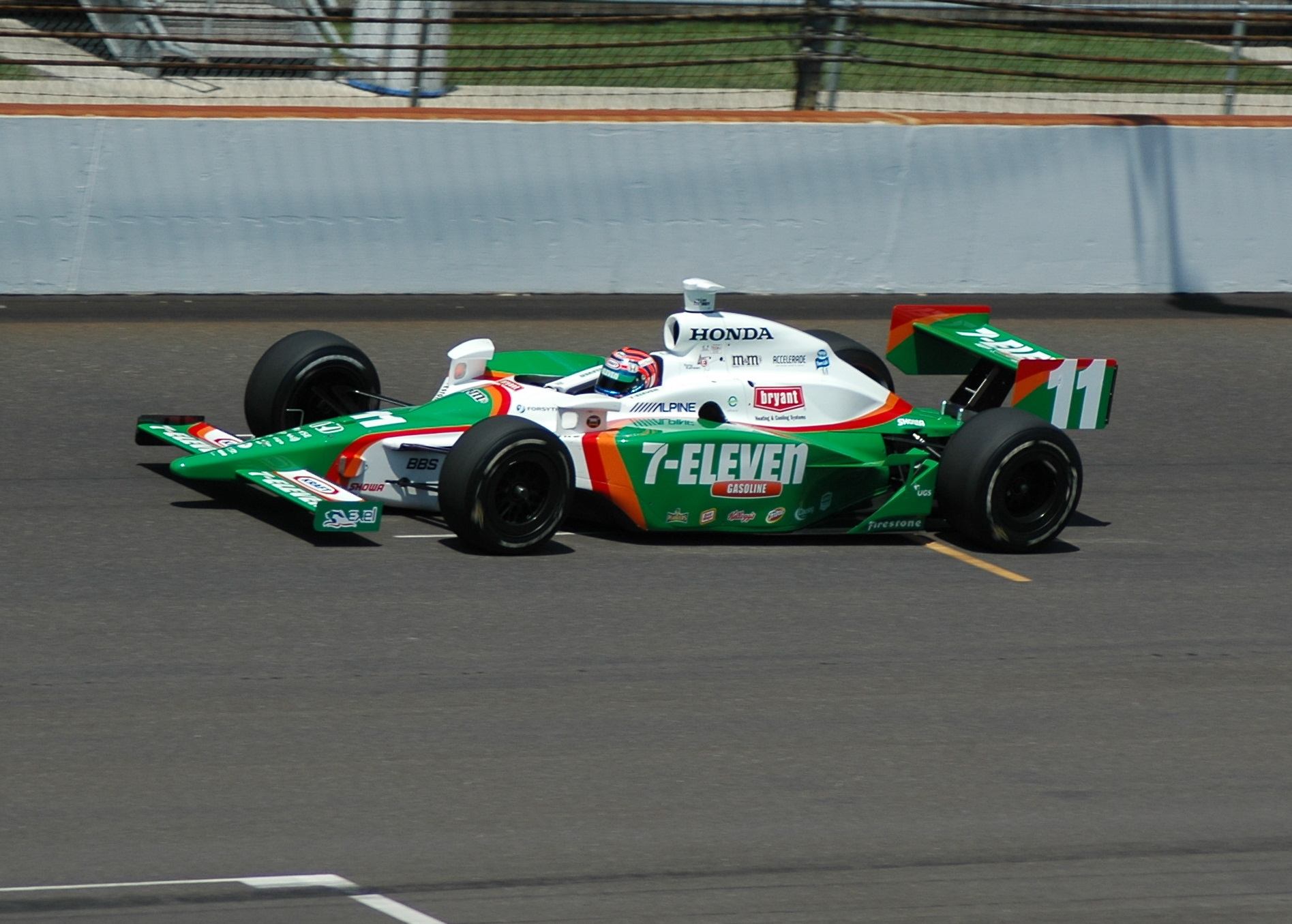
Tony Kanaan lors des essais de l'Indy 500 2007.

Après avoir fait ses premières armes au Brésil puis en Italie (champion de Formula Alfa-Boxer en 1994, 4e du championnat d'Italie de F3 en 1995), Tony Kanaan part courir aux États-Unis. Vainqueur du championnat Indy Lights en 1997, il accède la saison suivante au CART. D'abord chez Tasman Motorsport, puis chez Forsythe Racing (qui a absorbé Tasman), il fait preuve d'une belle régularité et crée même la surprise en remportant l'US 500 sur l'ovale du Michigan en 1999. En 2000, il rejoint la nouvelle équipe Mo Nunn Racing, où pendant trois saisons, il peine à rivaliser avec les meilleurs.
En 2003, Kanaan quitte le Mo Nunn Racing pour l'écurie Andretti-Green. Ce changement d'employeur se double d'un changement de discipline puisque Andretti-Green s'inscrit dans le championnat IRL IndyCar Series, le grand rival du CART. Dès son arrivée en IndyCar, il s'affirme comme l'un des hommes forts du championnat. Systématiquement en lutte pour les premières places, d'une grande régularité, il termine 4e du championnat 2003, non sans avoir été un candidat au titre jusque dans les derniers tours de la dernière course de la saison. La consécration arrive en 2004, au terme d'une saison quasiment parfaite : 3 victoires et 15 arrivées dans le "top 5" en 16 courses. Toujours aussi performant en 2005, mais moins régulier, il doit se contenter de la deuxième place finale derrière son coéquipier Dan Wheldon. Sa saison est en outre marquée par sa pole position aux 500 Miles d'Indianapolis.
Après une saison 2006 en demi-teinte en partie imputable à la baisse de forme de l'écurie Andretti-Green (seulement un succès et la 6e place au championnat), il semble de retour à son meilleur niveau en 2007.
En 2013, il remporte enfin les 500 miles d'Indianapolis lors de sa 12e participation. Il devient ainsi le 4e pilote brésilien vainqueur de l'épreuve.
Il dispute pour la première fois les 24 Heures du Mans lors de l'édition 2017 en remplacement de Sébastien Bourdais blessé lors des 500 miles d'Indianapolis. Engagé au sein de l’équipe Ford Chip Ganassi Team USA, il termine 22e avec 339 tours parcourus.
En 2018, il quitte Ganassi pour rejoindre l'équipe A.J.Foyt.

## Divers

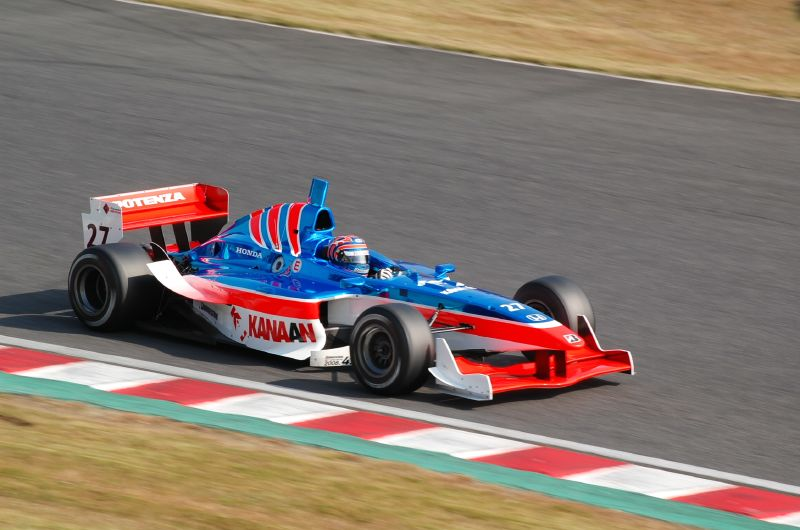
Kanaan lors de son apparition en Formula Nippon fin 2007.

- Lors de ses 12 participations à l'Indianapolis 500 (outre ses 5 apparitions avec Andretti-Green, il est venu sur le Brickyard en 2002 avec le Mo Nunn Racing alors qu'il était encore pilote CART), Kanaan est à chaque fois parvenu à mener au moins un tour. Il est le seul pilote de l'histoire de l'épreuve à avoir réalisé une telle performance.
- En récompense de son titre IndyCar 2004 obtenu au volant d'une monoplace à moteur Honda, Tony Kanaan a obtenu en septembre 2005 un test en Formule 1 sur une BAR-Honda[6]. Toujours à l'invitation de Honda, il a également participé à la dernière manche du championnat 2007 de Formula Nippon à Suzuka.
- Tony Kanaan est très ami avec son compatriote Rubens Barrichello, pilote de Formule 1. Le 28 mai 2006, il a disputé l'Indy 500 avec un casque aux couleurs de celui de Barrichello, lequel disputait le même jour le GP de Monaco avec un casque aux couleurs de celui de Kanaan[7].

## Résultats aux500 milesd'Indianapolis
| Année | Châssis | Moteur    | Départ | Arrivée | Équipe                 |
| ----- | ------- | --------- | ------ | ------- | ---------------------- |
| 2002  | G-Force | Chevrolet | 5      | 28      | Mo Nunn Racing (en)    |
| 2003  | Dallara | Honda     | 2      | 3       | Andretti Green         |
| 2004  | Dallara | Honda     | 5      | 2       | Andretti Green         |
| 2005  | Dallara | Honda     | 1      | 8       | Andretti Green         |
| 2006  | Dallara | Honda     | 5      | 5       | Andretti Green         |
| 2007  | Dallara | Honda     | 2      | 12      | Andretti Green         |
| 2008  | Dallara | Honda     | 6      | 29      | Andretti Green         |
| 2009  | Dallara | Honda     | 6      | 27      | Andretti Green         |
| 2010  | Dallara | Honda     | 33*    | 11      | Andretti Autosport     |
| 2011  | Dallara | Honda     | 22     | 4       | KV Racing Technology   |
| 2012  | Dallara | Chevrolet | 8      | 3       | KV Racing Technology   |
| 2013  | Dallara | Chevrolet | 12     | 1       | KV Racing Technology   |
| 2014  | Dallara | Chevrolet | 16     | 26      | Chip Ganassi Racing    |
| 2015  | Dallara | Chevrolet | 4      | 26      | Chip Ganassi Racing    |
| 2016  | Dallara | Chevrolet | 18     | 4       | Chip Ganassi Racing    |
| 2017  | Dallara | Honda     | 7      | 5       | Chip Ganassi Racing    |
| 2018  | Dallara | Chevrolet | 10     | 25      | A. J. Foyt Enterprises |
| 2019  | Dallara | Chevrolet | 16     | 9       | A. J. Foyt Enterprises |
| 2020  | Dallara | Chevrolet | 23     | 19      | A. J. Foyt Enterprises |
| 2021  | Dallara | Honda     | 5      | 10      | Chip Ganassi Racing    |

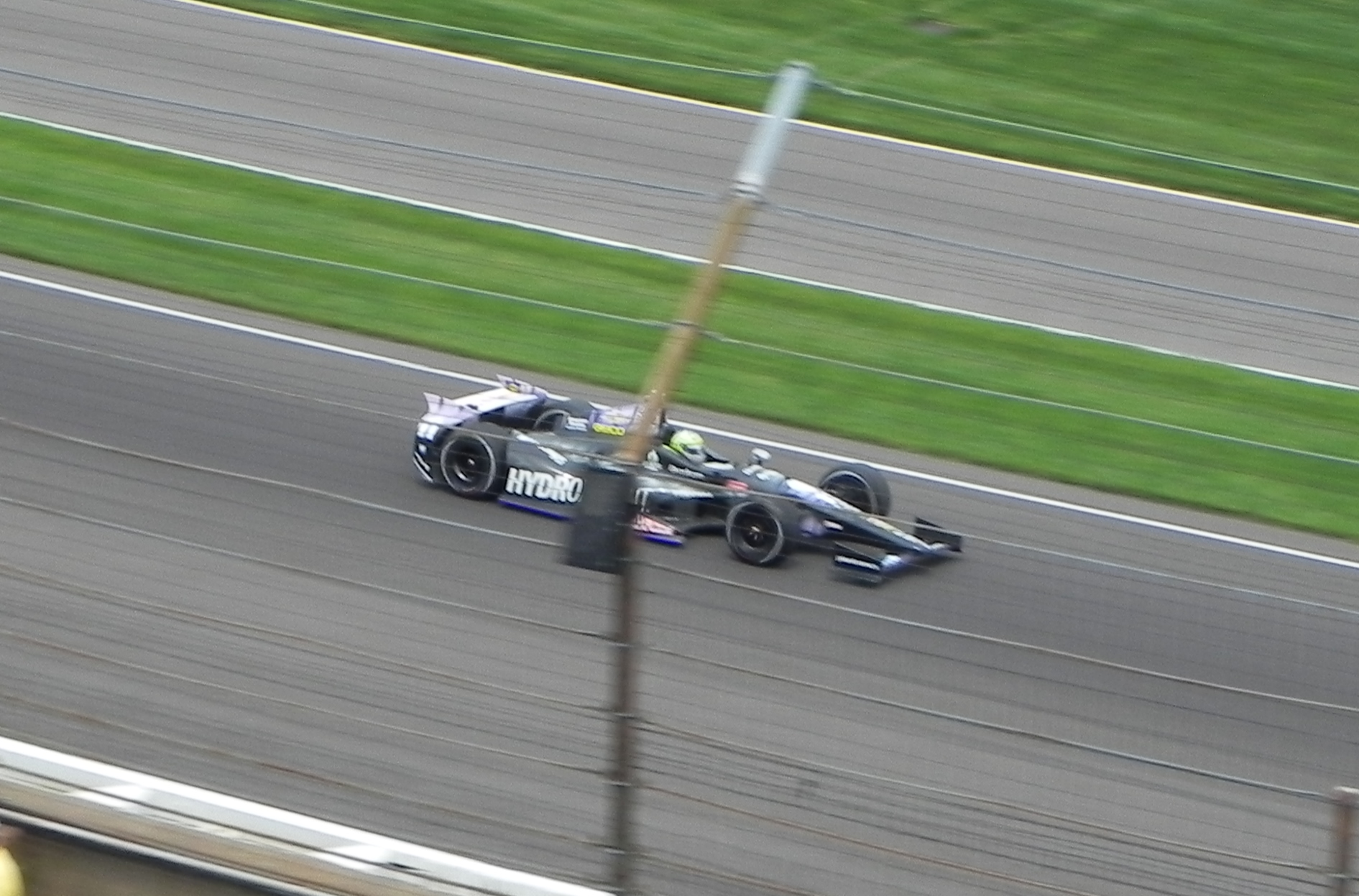
Kanaan lors de son Indy 2013 victorieux, avec la Dallara-Chevrolet du KV Racing Technology team.

- Tony Kanaan était qualifié à la 32e place mais changeait de voiture pour la course, le règlement oblige dans ces conditions à partir de la dernière position.